# William Gurdon Stirling
Sir William Gurdon Stirling, GCB, CBE, DSO (* 25. Mai 1907 in Chelsea, London; † 29. August 1973 in Bury St Edmunds, Suffolk, England) war ein britischer Offizier der British Army, der zuletzt als General zwischen 1963 und 1966 Oberkommandierender der Britischen Rheinarmee war. Im Anschluss war er von 1967 bis zu seinem Tode Gentleman Usher to the Sword of State.

## Leben

### Offiziersausbildung, Zweiter Weltkrieg und Nachkriegszeit
William Gurdon Stirling war ein Sohn von Major Charles Stirling, der als Offizier der Royal Horse Artillery während des Ersten Weltkrieges am 19. November 1914 fiel, sowie dessen Ehefrau Amy Harriott Gurdon. Sein Großvater väterlicherseits war General Sir William Stirling, der zwischen 1887 und 1890 Kommandeur der Royal Artillery sowie von 1900 bis 1902 Lieutenant des Tower of London war und zu dessen weiteren Söhnen Brigadegeneral William Stirling sowie Brigadegeneral Walter Andrew Stirling gehörten. Sein Großvater mütterlicherseits war Robert Thornhagh Gurdon, der zwischen 1880 und 1892 sowie erneut 1895 Abgeordneter des Unterhauses (House of Commons) war sowie nach seiner Erhebung in den Adelsstand als 1. Baron Cranworth, of Letton and Cranworth in the County of Norfolk, am 28. Januar 1899 Mitglied des Oberhauses (House of Lords) wurde. Er selbst absolvierte nach dem Besuch des Wellington College eine Offiziersausbildung am Royal Military Academy Sandhurst (RMAS). Nach deren Abschluss fand er zahlreiche Verwendungen in der Royal Artillery der British Army und nahm während des Zweiten Weltkrieges an Einsätzen am Tunesienfeldzug sowie in Nordwesteuropa teil, wofür er im Kriegsbericht erwähnt (Mentioned in dispatches) sowie 1945 mit dem Distinguished Service Order (DSO) ausgezeichnet wurde.
Nach Kriegsende war Brigadegeneral (Brigadier) Stirling zwischen Dezember 1946 und September 1948 Kommandeur der Artillerieverbände der im britischen Mandatsgebiet Palästina eingesetzten 1. Infanteriedivision (1st Infantry Division) sowie anschließend von September bis Dezember 1948 kurzzeitig stellvertretender Leiter der Artillerie-Abteilung (Deputy Director, Royal Artillery) im Kriegsministerium (War Office). Er fungierte von Januar 1950 bis Juni 1952 als Chef des Stabes des Flugabwehrkommandos (Chief of Staff, Anti-Aircraft Command) sowie im Anschluss zwischen August 1952 und Juli 1955 als Kommandeur (Commanding Officer) der im April 1951 in Hongkong aufgestellten 28th British Commonwealth Brigade, zu der auch Einheiten aus Australien, Indien, Kanada und Neuseeland gehörten. 1951 wurde er Commander des Order of the British Empire (CBE) und erhielt am 8. April 1952 die Anerkennung seines Wappens in der Wappenrolle durch den Lord Lyon King of Arms.
Nach seiner Rückkehr war William Gurdon Stirling als Generalmajor (Major-General) zwischen Januar 1956 und März 1958 Erster Stabsoffizier beim Chef des Imperialen Generalstabes, General Gerald Templer. Daraufhin er im März 1958 kurzzeitig den Posten als Kommandierender General (General Officer Commanding) der 6. Panzerdivision (6th Armoured Division), die im April 1958 aufgelöst wurde. Danach wurde er im April 1958 Nachfolger von Generalmajor Cosmo Nevill als Kommandierender General der 2. Division (2nd Division) und behielt dieses Kommando bis Februar 1960, worauf Generalmajor Edward Alexander Wilmot Williams sein dortige Nachfolger wurde.

### Aufstieg zum General undGentleman Usher to the Sword of State
Stirling selbst wurde im März 1960 als Generalleutnant (Lieutenant-General) Oberkommandierender des Heereskommandos West (General Officer Commanding-in-Chief, Western Command) und damit Nachfolger von Generalleutnant Otway Herbert. Er verblieb in dieser Verwendung bis Mai 1961 und wurde daraufhin von Generalleutnant Edward Howard-Vyse abgelöst. Während dieser Zeit wurde er am 31. Dezember 1960 zum Knight Commander des Order of the Bath (KCB) geschlagen und führte seitdem den Namenszusatz „Sir“. Im Juni 1961 löste er Generalleutnant Geoffrey Thompson als Militärsekretär (Military Secretary) im Kriegsministerium ab und bekleidete dieses Amt bis zu seiner Ablösung durch Generalleutnant John d’Arcy Anderson im März 1963. Zugleich übernahm er 1962 in Personalunion das Amt als Colonel Commandant of the Royal Artillery.
Zuletzt wurde General William Gurdon Stirling im April 1963 von General James Cassels den Posten als Oberkommandierender der Britischen Rheinarmee (Commander-in-Chief, British Army of the Rhine). Diese Verwendung bekleidete er bis zu seinem Eintritt in den Ruhestand im April 1966 und wurde im Anschluss von General John Hackett abgelöst. In Personalunion war er zwischen April 1963 und April 1966 auch Oberkommandierender der NATO-Heeresgruppe Nord NORTHAG (Northern Army Group). In dieser Zeit fungierte er zwischen 1964 und 1966 zugleich als Aide-de-camp von Königin Elisabeth II. und wurde zudem am 1. Januar 1965 zum Knight Grand Cross des Order of the Bath (GCB) erhoben.
Am 3. Februar 1967 wurde Stirling, dem auch das Offizierskreuz des US-amerikanischen Legion of Merit verliehen wurde, als Nachfolger von Air Chief Marshal Arthur Barratt Gentleman Usher to the Sword of State. Dieses Ehrenamt, bei dem er bei offiziellen Anlässen vor der Königin das Staatsschwert (Sword of State) der britischen Kronjuwelen hält, bekleidete er bis zu seinem Tode am 29. August 1973. Am 26. Oktober 1973 übernahm Admiral Desmond Dreyer dieses Ehrenamt des Königlichen Haushalts (Royal Household).

## Ehe und Nachkommen
William Gurdon Stirling war seit 15. April 1941 bis zu seinem Tode mit Frances Marguerite Wedderburn Wedderburn-Wilson (1906–2007) verheiratet. Aus dieser Ehe gingen die drei Töchter hervor:
- Elizabeth Christian Stirling ⚭ 1984 Colonel David Henry Charles Gordon-Lennox;
- Patricia Anne Stirling ⚭ 1973 Hon. Frederick Ranald Noel-Paton, Sohn des Victor Noel-Paton, Baron Ferrier;
- Mary Frances Stirling ⚭ 1984 Miles Clissold Tuely.